# فرانس گئورتسن
فرانس گئورتسن (هلندی: Frans Geurtsen; ۱۷ مارس ۱۹۴۲ – ۱۲ دسامبر ۲۰۱۵) بازیکن فوتبال اهل هلند بود.

## باشگاهی
از باشگاه‌هایی که در آن بازی کرده‌است می‌توان به باشگاه فوتبال اوترخت اشاره کرد.

## تیم ملی
وی همچنین در تیم ملی فوتبال هلند بازی کرده‌است.